# Pisenor notius
Pisenor notius är en spindelart som beskrevs av Simon 1889. Pisenor notius ingår i släktet Pisenor och familjen Barychelidae. Inga underarter finns listade i Catalogue of Life.